# Eleição para mesa diretora da Assembleia Legislativa da Bahia em 2019
A eleição para a mesa diretora do Assembleia Legislativa da Bahia ocorreu no dia 1 de fevereiro de 2019, e resultou na eleição do presidente e de quatro vice-presidentes, dos cargos de 1º, 2º, 3º e 4º Secretário da mesa e dos seus respectivos suplentes.
A eleição para a presidência da Assembleia Legislativa da Bahia  ocorreu no dia 1 de fevereiro, e elegeu Nelson Leal para o cargo.
Concorreram os deputados Nelson Leal (PP) e Hilton Coelho (PSOL).

## Resultado

### Primeiro turno
| Candidatos | Candidatos           | Votos | Porcentagem |
| ---------- | -------------------- | ----- | ----------- |
|            | Nelson Leal (PP)     | 62    | 98,42%      |
|            | Hilton Coelho (PSOL) | 1     | 1,58%       |
| Total      | Total                | 63    | 100%        |